# Paul Bragg
Paul Chappius Bragg (ur. 6 lutego 1895 w Batesville, zm. 17 grudnia 1976 w Miami Beach) – orędownik amerykańskiej medycyny alternatywnej, naturopata, lider amerykańskiego ruchu na rzecz zdrowego żywienia, przedsiębiorca. Propagator zdrowego stylu życia, zdrowej diety, głodówki, aktywności fizycznej.
Autor publikacji "Cud głodówki", po ukazaniu której stał się znany na całym świecie.
Eksperci medyczni skrytykowali Bragga jako faddystę żywieniowego.

## Biografia
Sam Paul Bragg twierdził, że urodził się w 1881 roku w hrabstwie Fairfax w Wirginii. Jednak według dokumentów znalezionych przez jego rodaka Wade'a Fraziera, Paul Bragg urodził się 6 lutego 1895 roku w Batesville w stanie Indiana.
Ojciec, Robert Elton Bragg (1866-1944), był redaktorem/wydawcą/drukarzem gazety „Batesville Democratic Herald”, następnie pracował w US Government Printing Office (Washington, D.C.). Matka - Caroline (Chappius) Bragg (1859-1934). Rodzeństwo - Bracia: James Elton Bragg i John Harrison Bragg. 
Pierwsza żona (od 1915 do ok. 1929) – Niva Cecelia Parnin (1897-1988), z którą miał troje dzieci: córkę Nivę Polinę Bragg (ur. 14 października 1917), córkę Lorraine Agnes Bragg (ur. 10 marca 1919)
i syna Roberta Eltoan (ur. 25 marca 1922).
Druga żona (od 1930 do 1932) – Gertruda Elizabeth Brownlee (1902-1990) była managerem Bragga.
Paul Bragg dorastał w Waszyngtonie. Po ukończeniu szkoły średniej wstąpił do Gwardii Narodowej, gdzie służył przez 3 lata. W 1915 roku w Nowym Jorku w kaplicy św. Barnaby Bragg poślubił Nivę Cecelię Parnin. Następnie rodzina przeniosła się do Indianapolis, gdzie Paul Bragg został agentem ubezpieczeniowym renomowanej firmy ubezpieczeniowej Metropolitan Life Insurance Company. Kilka lat później Paul Bragg wrócił na Wschodnie Wybrzeże, gdzie pracował w różnych oddziałach Związku Chrześcijańskiej Młodzieży oraz w różnych okręgach szkolnych jako nauczyciel wychowania fizycznego lub lekkoatletyki. Tuż przed przeprowadzką do Kalifornii, był trenerem piłki nożnej w sezonie 1920 w Connersville High School w Connersville w Pensylwanii.
W 1921 roku Paul Bragg przeniósł się do Kalifornii z rodziną: żoną i dwiema córkami gdzie podjął pracę w lokalnym Związku Chrześcijańskiej Młodzieży YMCA.
W Los Angeles otworzył to, o czym mówi się, że było pierwszym w USA sklepem ze zdrową żywnością.
Pionier zdrowia Paul Bragg aktywnie promował swoją wizję zdrowego odżywiania, leczenia postem i aktywność fizyczną. Prowadził kolumnę z poradami zdrowotnymi w „Times”, miał audycję radiową o wellness, organizował wycieczki cross-country.
W 1929 roku Paul Bragg rozpoczął prowadzenie wykładów o zdrowiu połączonych z autopromocją. Na początku robił to tylko w Kalifornii, a później również w innych stanach (m.in. w San Francisco i Oakland w Kalifornii, San Antonio (Teksas) i Dallas w Teksasie oraz Denver w Kolorado). Wykładał zwykle przez pięć lub sześć dni z rzędu. Spotkania były bezpłatne, ale po nich prowadził indywidualne płatne konsultacje. 
W roku 1929 zarejestrował prawa autorskie do swojej pierwszej książki o zdrowiu "Wylecz siebie sam" (Cure Yourself).
W latach 1935–1954 Baul Bragg mieszkał i prowadził swoją firmę „Bragg Live Foods” w Burbank w Kalifornii, co potwierdzają katalogi adresowe z tamtych czasów. Następnie przeniósł się do Desert Hot Springs w Kalifornii, a później, w latach sześćdziesiątych (przynajmniej tymczasowo) na Hawaje.
Bragg był inspiracją i osobistym doradcą w zakresie zdrowia i sprawności kilku olimpijczyków: Murraya Rose'a, Betty Cuthbert z Australii, jego krewnego Dona Bragga (skoki o tyczce) i innych. 
Przez lata Bragg zgromadził imponującą grupę życzliwych dusz, w tym Clinta Eastwooda, Muhammada Alego, Bernarra Macfaddena, Mahatmę Gandhiego, J.C Penneya, Glorię Swanson (czasami towarzyszyła ona Braggowi na wykładach jako żywy przykład jego dietetycznych zaleceń i ćwiczeń). 
Wpływ Bragga na ruch zdrowej żywności był ogromny i przekładał się na wielu, którzy odnieśli sukces w dziedzinie zdrowia i kondycji, takich jak guru fitness szokująco-silny dobrze wyglądający starzec, Jack LaLanne. Jack LaLanne, twórca „TV Fitness King”, powiedział: „Bragg uratował mi życie kiedy byłem nastolatkiem. Zmagałem się z ciągłymi chorobami, męczyły mnie pryszcze i bóle głowy, do momentu gdy usłyszałem Paula Bragga. Natychmiast zacząłem podążać za jego naukami. Zmienił i uratował moje życie”. Hotelarz Conrad Hilton twierdził: "Nie byłbym żywy bez niego".

## Koncepcja zdrowotna
Paul Bragg był zwolennikiem głębokiego oddychania, zalecał stosowanie postu, picie wody destylowanej, soków, spożywanie żywności organicznej, wykonywanie ćwiczeń, słuchanie ciała i wiele innych technik jako metod przedłużenia życia. W swoich książkach pisał o wielkich korzyściach, jakie niosą ze sobą naturalne soki warzywne, owocowe i jagodowe, popularyzując je tym samym wśród zwykłych ludzi. Uważał terapię sokową za jedną z najważniejszych metod leczenia.
Paul Bragg poświęcił wiele uwagi, temu, co stanowi podstawę życia na Ziemi – wodzie. Uważał, że twarda woda jest wrogiem zdrowia, niszczycielem naczyń krwionośnych, kręgosłupa i stawów.

## Popularność Paula Bragga w USA
Paul Bragg dużo czytał i uważnie śledził stale rozwijającą się literaturę na temat zdrowego odżywiania i z czasem w swoich książkach coraz częściej cytował poważnych lekarzy. Oczywiście był przede wszystkim utalentowanym kompilatorem, ale dzięki jego talentowi propagatora społeczeństwo amerykańskie porwały idee zdrowego stylu życia, a kraj fast foodów zainteresował się naturalnymi produktami ekologicznymi. Ponadto wszystkie swoje zalecenia najpierw przetestował na sobie. Przez wiele lat trzymał się „w ryzach”, jadł tylko surowe owoce i warzywa, a raz w tygodniu pościł.
W latach 50. XX wieku Bragg założył sieć sklepów, której popularność z roku na rok rosła.
Bragg zaczął być uważany za niemal cudotwórcę. Miał jednak również fiaska, które oczywiście zostały starannie wyciszone.

## Biznes
Patricia Bragg, według oficjalnych źródeł, była synowa Bragga (była żona Roberta Eltona Bragga), przejęła imperium zdrowia Bragga. Twierdziła, że została legalnie adoptowana przez Paula. 
Firma, którą założyli i prowadzili, „Bragg Live Food Products, Inc.”, została sprzedana grupie inwestycyjnej w 2019 roku. Nowy właściciel nadal sprzedaje produkty firmowe Braggów np. płynne aminokwasy i ocet jabłkowy. 

## Śmierć
Istnieje legenda, że utonął podczas surfowania, gdy miał 95 lat. W szerzeniu tej legendy brał udział pierwszy tłumacz książek Bragga w ZSRR Steve Shankman. Między innymi napisał: „Paul Bragg zmarł w grudniu 1976 roku w wieku 96 lat. Ale nie umarł ze starości. Śmierć tego człowieka to tragiczny wypadek: podczas jazdy na desce u wybrzeży Florydy uderzyła go gigantyczna fala. W rzeczywistości Bragg zmarł na atak serca w oddziale ratunkowym szpitala South Shore w Miami w wieku 81 lat. Patricia Bragg poinformowała, że „Bragg został ranny przez falę, surfując sześć miesięcy temu, a jego stan zdrowia zaczął pogarszać się po wypadku".

## Krytyka ze strony medycyny oficjalnej i sprzeczności biograficzne
Propagowane przez Paula Bragga poglądy nie spotkały się z powszechną aprobatą, ze strony większości lekarzy zawodowych. Można więc powiedzieć, że ze strony oficjalnej medycyny temat programu uzdrawiania według metody Paula Bragga jest raczej ignorowany.
W 1931 r. Biuro Śledcze Amerykańskiego Towarzystwa Medycznego (AMA) opublikowało artykuł na temat Bragga, w którym stwierdzono, że był on „populistą diet”. Arthur J. Cramp z AMA zakwalifikował Bragga jako „szarlatana”. Według stanowiska AMA Bragg miał pseudonaukowe poglądy na temat diety i chorób. Stwierdził, że zapalenie migdałków jest wynikiem spożywania przez ludzi „pokarmów tworzących śluz”, rak wywoływany jest przez „lepkie, oślizgłe potrawy”, a przeziębienie jest spowodowane spożywaniem białego chleba lub lodów. Bragg stanowczo sprzeciwiał się używaniu białego chleba i białej mąki i sprzedawał zamiennik każdego z nich.
Nie ma potwierdzenia, że Alma Nissen krytykowała Bragga, ponieważ jej główne prace nie są jeszcze dostępne dla szerokiej publiczności. Faktem jest jednak to, że post leczniczy, którym leczyła swoich pacjentów, bardzo różnił się nie tylko od metody Paula Bragga, ale także od znanych terapii głodówkami Y.S. Nikolaeva.
Paul Bragg jest również krytykowany przez swojego rodaka i zwolennika medycyny alternatywnej Wade’a Fraziera, który wskazuje nie tylko na sfałszowanie daty urodzenia, ale także na szereg innych niespójności, np. historię jego gruźlicy i leczenia w Szwajcarii, brak siostry, którą rzekomo wyleczył swoją metodę z anemii itp., dochodząc do wniosku, że w świetle tych informacji należy zakwestionować każdą radę Paula Bragga dotyczącą zdrowia.

## Kontrowersje
Nie ma dowodów na to, że istniała siostra o imieniu „Louise”, o wyleczeniu której Bragg pisał w swojej publikacji „Cud głodówki”.
Paul Bragg i jego dwaj bracia mieli przyrodniego brata o imieniu Rufus Albert Chappuis (1880-1948) z wcześniejszego małżeństwa ich matki, Caroline.
Chociaż Paul Bragg deklarował udział w igrzyskach olimpijskich w 1908 (Londyn) i 1912 (Sztokholm) jako członek drużyny zapaśniczej Stanów Zjednoczonych, „Encyklopedia amerykańskich zapasów” (Pub. 1988, Mike Chapman, autor) nie podaje żadnych takich uczestników igrzysk w tych latach.

## Publikacje
Wybrane książki autorstwa Paula Bragga:
- Cure Yourself. 1929.
- Live Food Cook Book and Menus. 1930.
- Paul C. Bragg's Personal Health Food Cook Book and Menus. 1935.
- The Bragg Toxicless Diet Body Purification and Healing System. 1967.
- How to Keep the Heart Healthy and Fit. 1968.
- Building Powerful Nerve Force. 1969.
- The Shocking Truth About Water: A Universal Fluid of Death. 1970.
- Bragg Apple Cider Vinegar System. 1972.
- Paul C. Bragg's Four Generation Health Food Cook Book and Menus. 1972.
- The Miracle of Fasting. 1972.
- Your Hair and Your Health. 1972.
- Hi-Protein Meatless Health Recipes. 1978.

## Publikacje w języku polskim
Książka autorstwa Paula Bragga przetłumaczona na język polski:
- Cud głodówki. Warszawa: Wydawnictwo AST, 2021, s. 480. ISBN 978-83-957821-4-5.